# Tonnoiriella pulchra
Tonnoiriella pulchra és una espècie d'insecte dípter pertanyent a la família dels psicòdids que es troba a Europa (com ara, Bèlgica, els Països Baixos, les illes Britàniques, França, l'Estat espanyol (incloent-hi Catalunya), Alemanya, Lituània, Itàlia, Hongria, Romania, Bulgària, Sèrbia, Txèquia i Eslovàquia), l'Àfrica del Nord (el Marroc) i Turquia.